# گزور سفلی
گزور سفلی یک روستا در ایران است که در دهستان سنجبد شمالی واقع شده‌است. گزور سفلی ۸۰ نفر جمعیت دارد.